# 三生三世十里桃花 (小说)
《三生三世十里桃花》是中国内地网络作家唐七公子的长篇小说。小说主要讲述青丘帝姬白浅和九重天太子夜华，三生三世爱恨纠葛的故事。该小说目前已经出版了两版简体中文版和一版繁体中文，并改编有电视剧、电影和网页游戏。

## 内容概要
远古时代，天族太子夜华爱上了青丘九尾白狐族白浅。但因为种种误会，白浅选择了自杀并喝忘情水遗忘了夜华。转世之后，两人再度相遇，一段爱情纠葛由此开始。
第一世，白浅化名为司音，至昆仑虚上拜墨渊上神为师；而这一世夜华未出世，是昆仑虚上的一朵莲花，由白浅负责照顾。
第二世，司音与师父墨渊上神，同翼族大战后丧失记忆来到凡间，名为素素。与夜华相爱。尔后，两人回到天族，因夜华侧妃素锦的刁难，素素无力之余跳下诛仙台寻死。
第三世，寻死未果的素素返回青丘桃花林，喝下忘情水，重拾白浅。因缘际会下又遇上夜华，展开刻骨铭心的爱情故事。但又因夜华大战翼族生祭东皇鐘而死。知道夜华仙殒后，白浅醉生梦死，最后终归有情人终成眷属。

## 出版
- 沈阳出版社出版两版简体中文版图书。
- 湖南文艺出版社出版两版简体中文版图书。
- 耕林出版文化事業出版了一版繁体中文版。

## 改编作品
- 由上海克顿文化传媒有限公司改编的电视剧《三生三世十里桃花》[1]。

- 由阿里巴巴影业集团改编的电影《三生三世十里桃花》[2]。

- 由广州创娱改编的网页游戏《三生三世十里桃花》[3]。

## 反响评论
《三生三世十里桃花》在晋江文学城连载的时候便已走红 ，但因为版权纠纷，该文已被锁定 ，而臨時決定於17K小说网连载 。目前该文在17K小说网的阅读量高达355,839,375人次，评论多达2,566条。《三生三世十里桃花》实体小说出版后，销量目前已经达到500万册 。同时这本书在豆瓣读书频道的言情类小说TOP 100中排名第六位，百度搜索多达1.9亿条结果。
在豆瓣读书频道上，基于8,265人次的评价，《三生三世十里桃花》的评分为7.2分（满分10分） 。事實上，本书在读者中的评价呈现两极分化，打五星（优秀评价）和打一星（低劣评价）的读者各占28%，并且在书籍的短评区里充斥着“抄袭”等评价。

### 抄袭嫌疑
《三生三世十里桃花》被指抄袭耽美网络作家大风刮过的《桃花债》 ，粉絲亦提出各種調色盤證據，但《三生三世十里桃花》作者唐七公子僅以致敬网络作家大风刮过的《桃花债》為由予以否认。有法律人士认为，唐七公子的做法虽然对被抄袭的网文作者不公平，但是法律上的确难以界定这类抄袭。